# Iacob (nume)

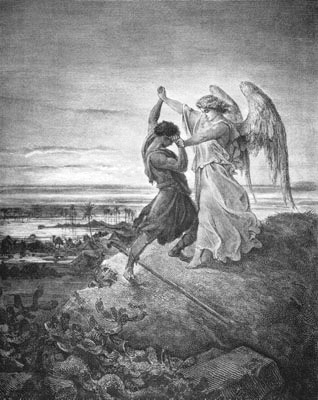
Iacob se luptă cu îngerul

Iacob este un nume de familie sau prenume masculin. Iacob sau Jacobus este forma latinizată a numelui ebraic יעקב (Ia'acov). Din punct de vedere etimologic numele provine de la cel al patriarhului biblic Iacob, fiind legat de cuvântul ebraic „akev” care în traducere înseamnă călcâi. După Vechiul Testament Iacob la naștere se ținea de călcâiul fratelui său geamăn Esau.
Nume de familie derivate: Jakob, Jakobs, Jacobsen, Jacob, Jacobi sau Jacoby, Jakobowicz, Jakab, James, Jameson, Kobson, Koppel, Kupsa, Cupșa, Kubiček, Iacobici, Agopian, Iakovlev, Giacometti.

## Personalități
- Alexandru Iacob (n. 1989), fotbalist român
- Antoaneta Iacob (n. 1959), atletă română
- Caius Iacob (1912-1992), matematician român
- Constantin-Ciprian Iacob (n. 1981), politician român
- Cristian Iacob (n. 1968), actor român
- Dan Iacob (n. 1960), scriitor, ziarist, bibliotecar și inginer român
- Dorin Iacob (n. 1960), politician român
- Elena Iacob (n. 1933), deputat român
- Ioan Iacob (avocat) (1876-1951), deputat în Marea Adunare Națională de la Alba Iulia
- Ioan Iacob (învățător) (1891-1969), deputat în Marea Adunare Națională de la Alba Iulia
- Ioan Iacob de la Neamț (1913-1960), călugăr român
- Mihaela Iacob (n. 1973), economistă și politiciană din Republica Moldova
- Mihai Iacob (1933-2009), regizor român
- Mihail Iacob (n. 1976), inginer moldovean
- Mircea Iacob (1922-1997), neurochirurg român
- Paul Iacob (n. 1996), fotbalist român
- Paula Iacob (1932-2015), avocată română
- Robert Iacob (n. 1981), fotbalist român
- Sebastian Iacob (n. 2001), fotbalist român
- Ștefan Tristan Iacob (n. 1920), medic român
- Victoraș Iacob (n. 1980), fotbalist român

## În cultura populară
Iacob este sărbătorit pe data de 25 iulie în calendarul catolic și în cel luteran. În Finlanda, ziua de 25 iulie încheie săptămâna femeilor (între 18 și 24 iulie în calendar apar doar nume feminine) și este cunoscută ca ziua lui Iacob, bătrânul care se face responsabil de scăderea temperaturii apei din lacuri. Această schimbare survine într-adevăr începând cu cea de-a treia săpătămână a lunii iulie. Legenda spune că bătrânul Iacob este cel care aruncă în lacuri o piatră mare, apele devenind mai reci.